# 蒙戈梅因
蒙戈梅因（西班牙語：Mengomeyén）是赤道畿內亞的城鎮，由韋萊-恩薩斯省負責管轄，位於該國大陸東部，鄰近蒙戈莫，當地主要語言是法語，2006年人口估計約6,300。
1°42′N 11°01′E / 1.700°N 11.017°E